# Janvier 1914

## Événements
- Dahomey[1] : révolte des Holli contre l’impôt (fin en 1920).

- 1er janvier : la première ligne aérienne régulière aux États-Unis entre Saint-Pétersbourg et Tampa en Floride est inaugurée et c'est l'aviateur Anthony Jannus qui assure le service avec un Benoist XIV[2].

- 4 au 12 janvier : le Français Marc Pourpe relie Le Caire et Khartoum en cinq étapes, soit 2 202 km en 16 heures et 18 minutes de vol. Pourpe effectue le voyage retour entre le 19 janvier et le 3 février, en survolant, pour la première fois en avion, la Vallée des Rois.

- 10 janvier (République de Chine) : Yuan Shikai dissout le parlement et le remplace par un conseil d’État composé de ses partisans qui lui confère le 1er mai la présidence de la République pour 10 ans.

- 15 janvier : les libéraux arrivent au pouvoir en Roumanie. Ion Brătianu devient Premier ministre (fin en 1918). Il prépare une réforme agraire et une réforme électorale.

- 22 janvier : le Français Armand Deperdussin dépose le brevet du tir à travers une hélice. Ce premier système nécessite toutefois des améliorations.

- 26 janvier : protocole signé entre le grand vizir ottoman Sayid Halim et le chargé d’affaires russe Koulguévitch, sous la pression de la France, du Royaume-Uni de Grande-Bretagne et d'Irlande et de l'Empire russe pour appliquer les réformes prévues par le traité de Berlin : il prévoit que les provinces arméniennes, les sept vilayets orientaux, serait partagées en deux secteurs (nord : Erzeroum, Sivas, Trébizonde ; sud : Van, Bitlis, Diarbékir, Kharpout). À la tête de chacun, un secrétaire général européen nommé par la Porte mais présenté par les Puissances, et investi de pouvoirs étendus, contrôlerait l’application des réformes prévues par les traités antérieurs. Un Hollandais et un Norvégien sont désignés et rejoignent leur poste en juillet. Le protocole sera rompu par la guerre.

- 29 janvier - 9 février, 20-21 février et 19 octobre[3] : interventions militaires des États-Unis en Haïti pour protéger ses ressortissants pendant les insurrections.

## Naissances
- 3 janvier : Odette Caly peintre († 1993).
- 4 janvier : Jean-Pierre Vernant, historien et anthropologue français († 9 janvier 2007).
- 5 janvier : 
  - Nicolas de Staël, peintre français († 16 mars 1955).
  - George Reeves, acteur et réalisateur américain († 16 juin 1959).
- 6 janvier : 
  - Vittorio Bodini, poète et traducteur italien († 19 décembre 1970).
  - Ena Twigg, médium britannique († 1984).
- 7 janvier :
  - Pepe Bienvenida, matador espagnol († 3 mars 1968).
  - Anja Elkoff, chanteuse d'opérette allemande († ?).
- 10 janvier :
  - Pierre Cogan, coureur cycliste français († 5 janvier 2013).
  - Robert Darène, acteur, réalisateur et scénariste de cinéma français († 15 janvier 2016).
- 11 janvier : Ettie Steinberg, longtemps considérée comme la seule victime irlandaise de la Shoah († 4 septembre 1942).
- 12 janvier : Émile Rummelhardt, joueur et entraîneur de football français († 15 janvier 1978).
- 14 janvier : Thomas Watson, Junior, homme d'affaires, homme politique et philanthrope américain († 31 décembre 1993).
- 16 janvier : Roger Aubert, chanoine, théologien et historien belge († 2 septembre 2009).
- 17 janvier : Théo Lefèvre, homme politique belge († 18 septembre 1973).
- 18 janvier : Arno Schmidt, écrivain allemand († 3 juin 1979).
- 22 janvier : Prince Sisowath Sirik Matak, 1er ministre de la république du Cambodge († 21 avril 1975).
- 29 janvier : Shichirō Fukazawa, écrivain, japonais († 17 août 1987).
- 30 janvier : Luc-Marie Bayle, marin et artiste français († 11 octobre 2000).

## Décès
- 17 janvier : Fernand Foureau, explorateur et géographe français (° 1850).
- 21 janvier : Donald Alexander Smith, homme d'affaires.
- 24 janvier : Adolf Eberle, peintre allemand (° 14 janvier 1843).
- 26 janvier : Xavier Neujean, homme politique belge (° 23 janvier 1840).